# La Mesa, San José del Rincón
La Mesa är en ort i kommunen San José del Rincón i delstaten Mexiko i Mexiko. Samhället hade 1 925 invånare vid folkräkningen 2020.